# فاکس لیک (ویسکانسین)
فاکس لیک، ویسکانسین  (به انگلیسی: Fox Lake) شهری در شهرستان دوج ایالت ویسکانسین است که در سال ۱۹۳۸ بنیان‌گذاری شده‌است. این شهر طبق سرشماری سال ۲۰۱۰ میلادی ۱٬۵۱۹ نفر جمعیت داشته‌است.

## نگارخانه

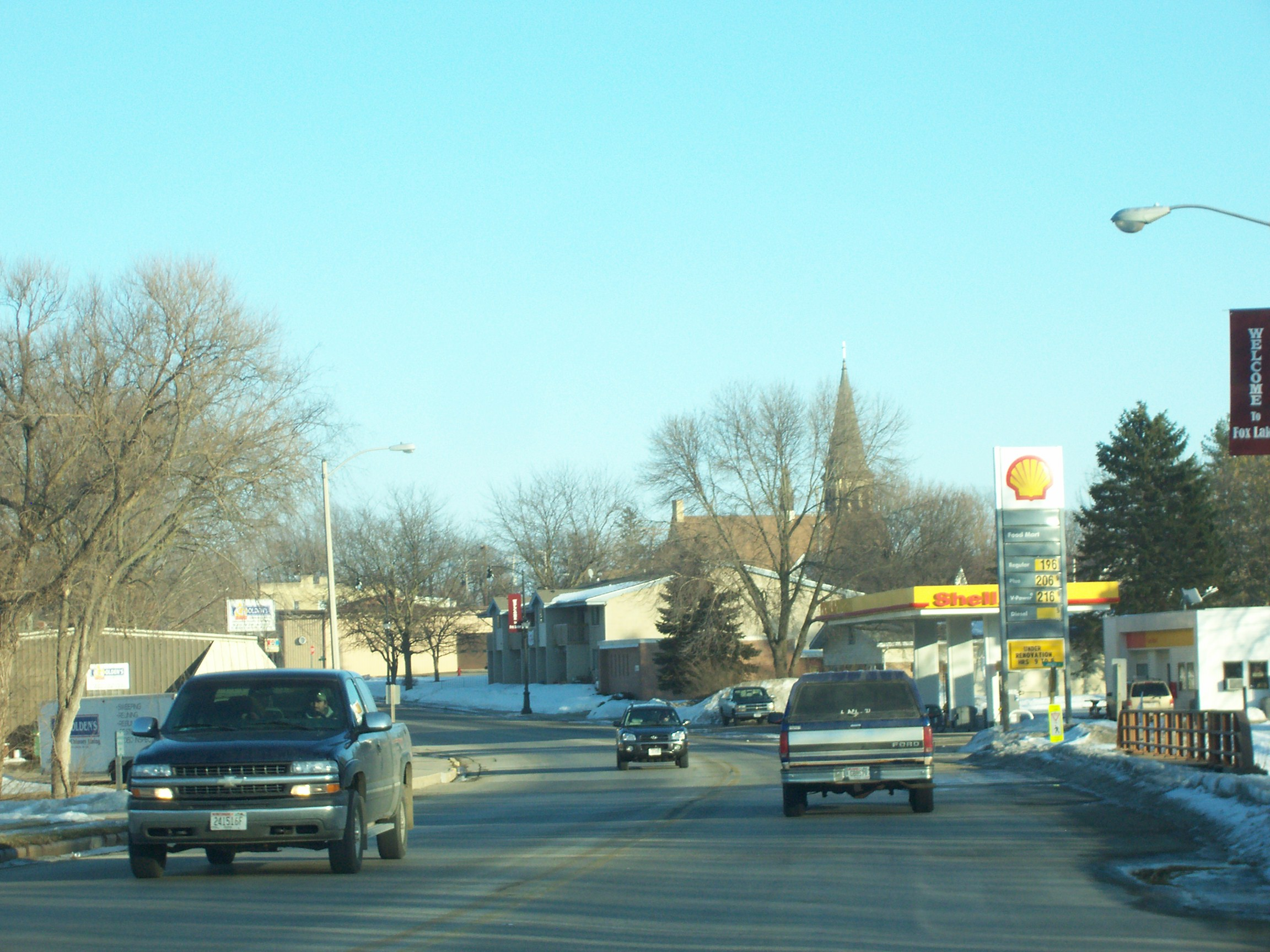
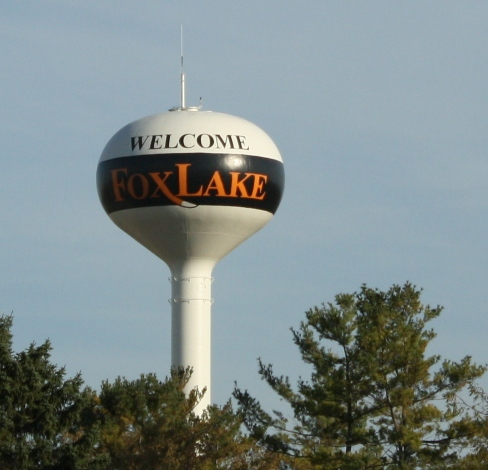
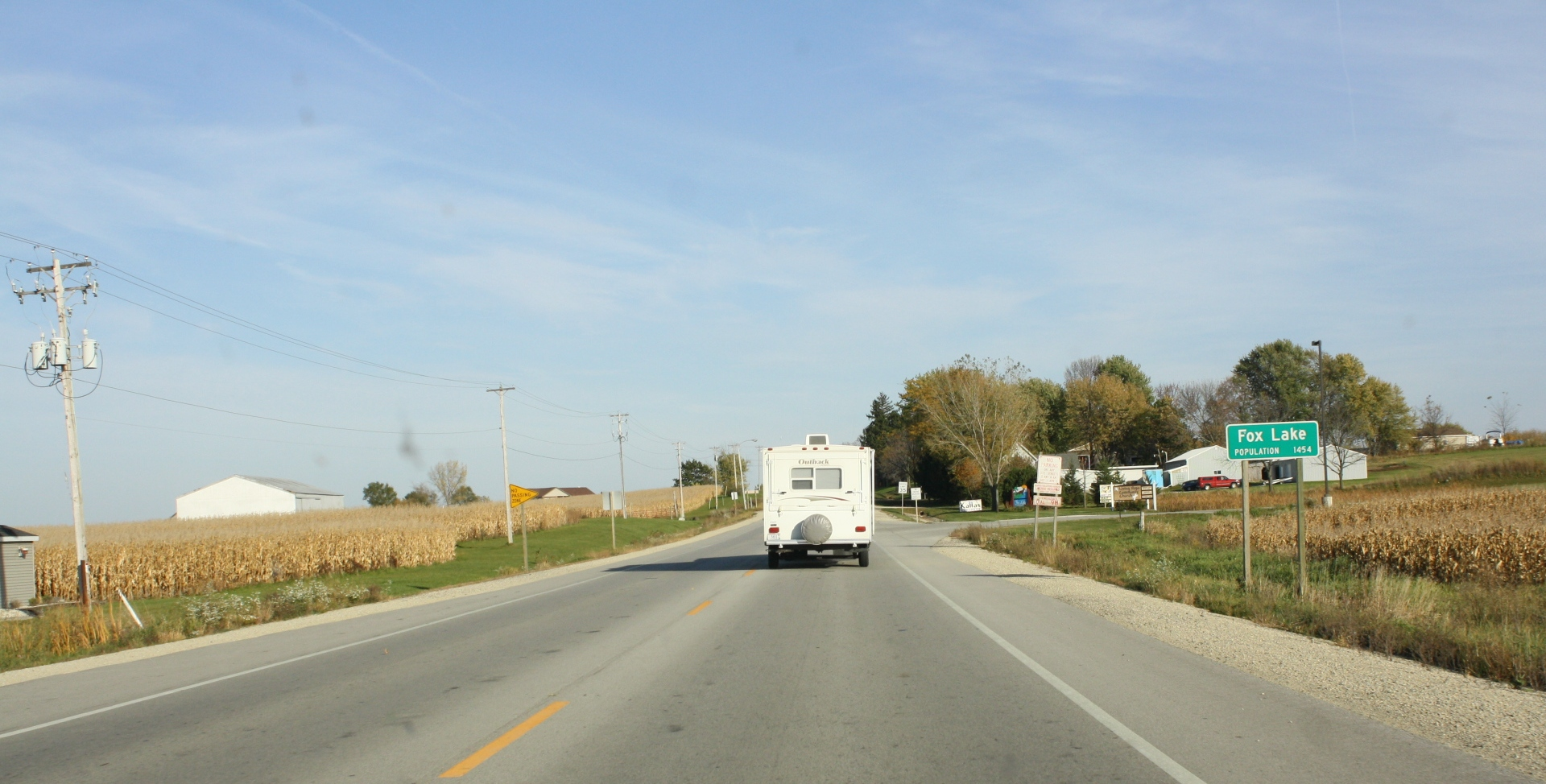
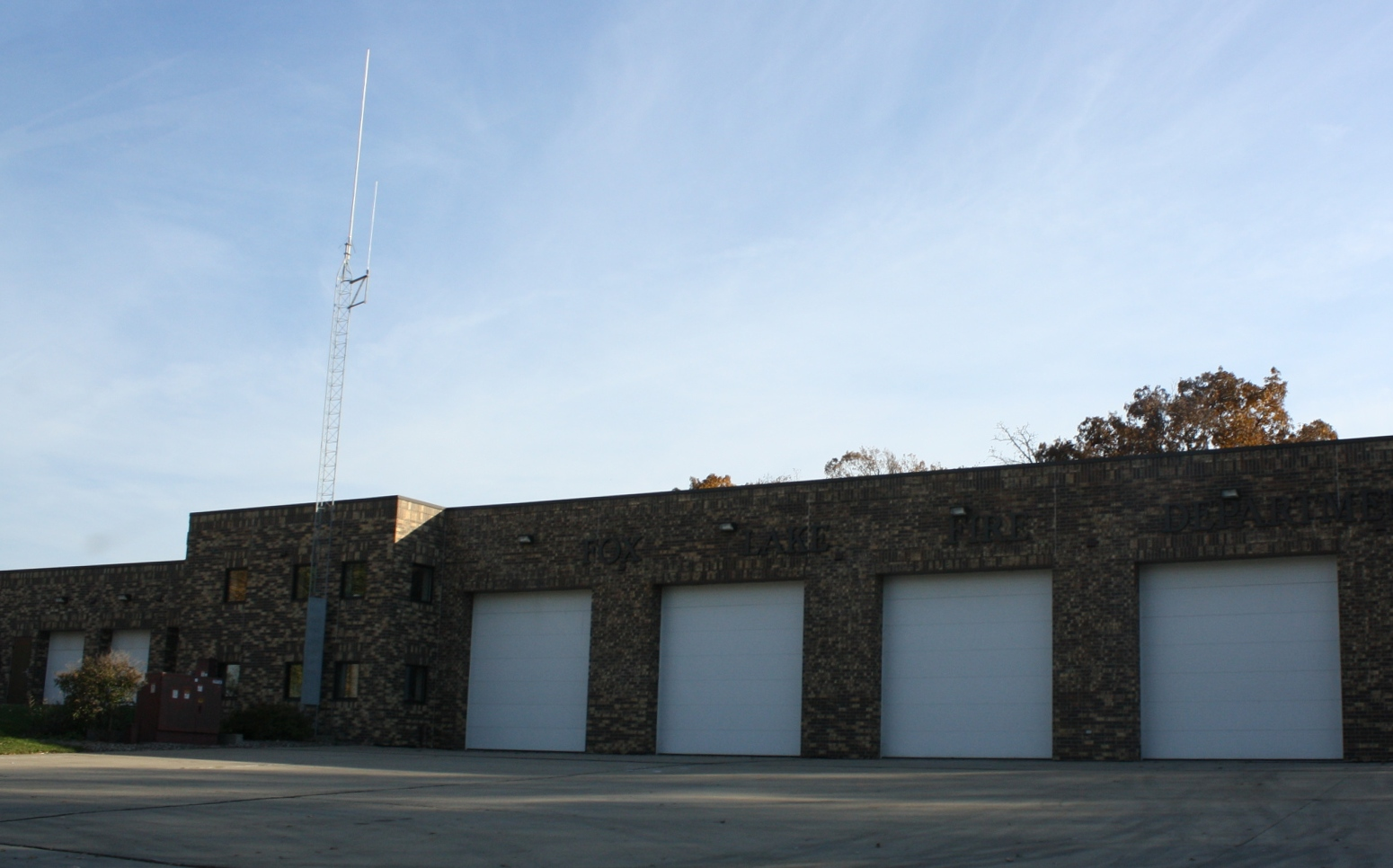